# Поттс, Сара-Джейн
Сара-Джейн Поттс (англ. Sarah-Jane Potts, 30 августа, 1976, Брадфорд, Уэст-Йоркшир, Англия) — британская актриса кино. Известна по ролям, сыгранным в телесериалах и полнометражных фильмах. Сестра британского актёра Эндрю-Ли Поттса. Входит в благотворительную программу по поддержке африканских сирот. В настоящее время снимается в сериале «Улица Ватерлоо» в роли Джо Липсетт.

## Фильмография
- 2007 — Сердце дракона / англ. Heart of a Dragon — Аманда
- 2006 — Сладкий жар / англ. Sugar Rush (телесериал) — Сайнт
- 2005 — Чумовые боты / англ. Kinky Boots — Лоурен
- 2004 — / Breaking Dawn — Анна
- 2003—2004 — Кин Эдди / англ. Keen Eddie — Одри
- 2003 — Американские мечты / англ. American Dreams
- 2003 — Почти в законе / англ. After School Special — Эшли
- 2003 — Она написала убийство / англ. Murder, She Wrote: The Celtic Riddle (ТВ) — Брита Байрн
- 2002 — «Полиция Нью-Йорка» / англ. NYPD Blue:Meat Me in the Park (ТВ) — Элизабет Гарнер
- 2002 — / «Off Centre» — Cockfight TV Episode — Julie
- 2002 — «Под прикрытием» / англ. Deep Cover (ТВ) — Джоржия Халей
- 2001 — / «Felicity» — Molly
- 2001 — / Young Blades — Radegonde/Anne
- 1999 — / Mauvaise passe — Liz
- 1999 — / «Dalziel and Pascoe», TV Episode — Sophie Richmond
- 1999 — / Чудесная страна — Melanie
- 1999 — / Straydogs — Anna
- 1999 — / Five Seconds to Spare — Twig
- 1998 — / Woundings — Louise
- 1997 — / My Son the Fanatic — Madelaine
- 1997 — / The Locksmith (телесериал) — Alice Pierce
- 1997 — / The Broker's Man (телесериал) — Harriet Potter
- 1997 — / The Canterville Ghost (ТВ) — Virginia Otis
- 1996 — / Peak Practice — A New Life TV Episode — Maddie Taylor
- 1994 — / Meat (ТВ) — Myra
- 1989 — / «Children's Ward» (телесериал)